# 截翅螳科
截翅螳科（学名：Coptopterygidae）为螳螂目的一个科。

## 下级分类
本科包括以下属：
- 荹氏螳属 Brunneria Saussure, 1869
- 截翅螳属 Coptopteryx Saussure, 1869